# Alosa
Alosa é um género de peixes eurialinos actinopterigios da família Clupeidae. Trata-se de um táxon cujos representantes são peixes marinhos, mas que são capazes de remontar os rios. Sua distribuição é anexa à costa do oceano Atlântico e mar Mediterrâneo.

## Interesse gastronómico
A. sapidissima possui valor gastronómico. De facto, era um alimento importantíssimo em tempos passados; não obstante, na actualidade, a poluição dos rios tem diminuído o seu número. Tradicionalmente capturava-se junto com os salmões. A sua carne possui um sabor delicado, uma vez cozinhada, pelo que chega a competir com o famoso salmão do Atlântico; tanto é assim, que se diz que não requer especiarias nem molhos em seu cozinhado. Pode ser fervido, assado ou marinado e frito em manteiga. Usualmente se junta com um pouco de vinagre. No Leste dos Estados Unidos consomem-se os ovários das fêmeas grávidas, as chamadas ovas, que são consideradas uma delicatessen.

## Taxonomia
A sistémica do género é extremamente complexa: Alosa vive em multidão de habitats diferentes, e muitas taxas são migratórios. Inclusive há populações encerradas em lagos, com um fluxo genético nulo fosse do endogámico núcleo confinado, em Killarney (Irlanda) e em dois lagos do norte da Itália. Também possui espécies nativas do mar Negro e do mar Cáspio, bem como do golfo Pérsico.
A morfologia é variada, muito relacionada com a adaptação aos habitates em que o taxon vive. Assume-se que alguns taxa são de evolução recente; isto se determinou mediante técnicas de datação molecular. Também, parece que o fenómeno de hibridação tem sido muito comum na evolução do grupo durante a sua filogenia
Não obstante, conseguiu-se definir uma taxonomia tentativa. As espécies norte-americanas, excepto A. sapidissima podem agrupar-se num subgnénero, ou inclusive um género, chamado Pomolobus. Por outra parte, o género ou subgénero proposto Caspaliosa, que agruparia às espécies do mar Cáspio, tem resultado ser parafilético e, por tanto, recusado.

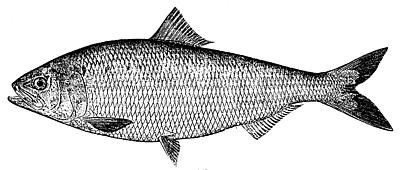
Alosa sapidissima

#### América do Norte
- Alosa aestivalis (Mitchill, 1814)
- Alosa alabamae D. S. Jordan and Evermann, 1896
- Alosa chrysochloris (Rafinesque, 1820)
- Alosa mediocris (Mitchill, 1814)
- Alosa pseudoharengus (A. Wilson, 1811)
- Alosa sapidissima (A. Wilson, 1811)

#### Europa Ocidental e Mediterrâneo
- Alosa agone (Scopoli, 1786)
- Alosa algeriensis Regan, 1916
- Alosa alosa (Linnaeus, 1758)
- Alosa fallax (Lacépède, 1803)
- Alosa killarnensis Regan, 1916

#### Mar Cáspio, Mar Negro, Balcãs
- Alosa braschnikowi (Borodin, 1904)
- Alosa caspia (Eichwald, 1838)
  - Alosa caspia caspia (Eichwald, 1838)
  - Alosa caspia knipowitschi (Iljin, 1927)
  - Alosa caspia persica (Iljin, 1927)
- Alosa curensis (Suvorov, 1907)
- Alosa immaculata E. T. Bennett, 1835
- Alosa kessleri (Grimm, 1887)
- Alosa macedonica (Vinciguerra, 1921)
- Alosa maeotica (Grimm, 1901)
- Alosa saposchnikowii (Grimm, 1887)
- Alosa sphaerocephala (L. S. Berg, 1913)
- Alosa tanaica (Grimm, 1901)
- Alosa vistonica Economidis and Sinis, 1986
- Alosa volgensis (L. S. Berg, 1913)

## Sinonímia
- Caspialosa
- Pomolobus